# Chorebus nigriscaposus
Chorebus nigriscaposus är en stekelart som först beskrevs av Nixon 1949.  Chorebus nigriscaposus ingår i släktet Chorebus och familjen bracksteklar. Inga underarter finns listade i Catalogue of Life.